# NGC 775
NGC 775 este o galaxie spirală situată în constelația Cuptorul. A fost descoperită în 14 noiembrie 1835 de către John Herschel. Se află la o distanță de 61,08 de megaparseci de Pământ.